# Alluvione della provincia di Savona del 22 settembre 1992
L'alluvione della provincia di Savona del 22 settembre 1992 avvenne a seguito di fortissime precipitazioni nella provincia, causate da una perturbazione atlantica che interessò tutto il centro-nord dell'Italia, abbattendosi con particolare forza sulla Liguria. Ne scaturì l'esondazione dei corsi d'acqua Quiliano, Quazzola, Letimbro, Segno, Lavanestro e Bormida. Il disastro causò la morte di 3 persone.
Il 27 settembre 1992 si verificò un'altra alluvione a Genova, causando 2 morti nel quartiere di Sturla.

## Antefatti
Dopo due giorni ed una notte di precipitazioni ininterrotte, una serie di valanghe d'acqua, scendono verso il mare ad alta velocità, convogliando nel loro fronte tonnellate di materiale che colpì con incredibile violenza i piloni dei ponti oppure saltandoli, esondando dagli argini in muratura, invadendo in moltissimi punti le strade provinciali e bloccando di fatto la circolazione stradale.
Infatti, nelle zone nell'entroterra a monte di Savona, una quantità impressionante di precipitazioni formò rivoli, torrentelli, ruscelli, cascate che sempre più impetuosi e violenti scesero dalle alture sino ai principali corsi d'acqua che procedevano velocemente a sfogarsi verso la costa, trascinando con sé ogni sorta di detrito, alberi di medio e grosso fusto, vegetazione, materiale di risulta, roulotte, grosse cisterne, rifiuti vari. Tutto questo materiale avrebbe prodotto una serie di ostruzioni lungo i corsi d'acqua che discendevano verso il mare.
Il torrente Letimbro attraversa Savona passando sotto una decina di ponti e passerelle e riceve acqua da ben 22 affluenti minori, più uno molto importante che è il Lavanestro.
La stessa situazione di pericolo si crea per il torrente Quiliano che riceve due affluenti, di cui uno è il Quazzola, e che corre per circa 15 chilometri nella valle omonima sino a Zinola, per sbucare in mare aperto. Stessa situazione ad Altare accanto a cui scorre il Bormida.

## Il disastro

### Quiliano

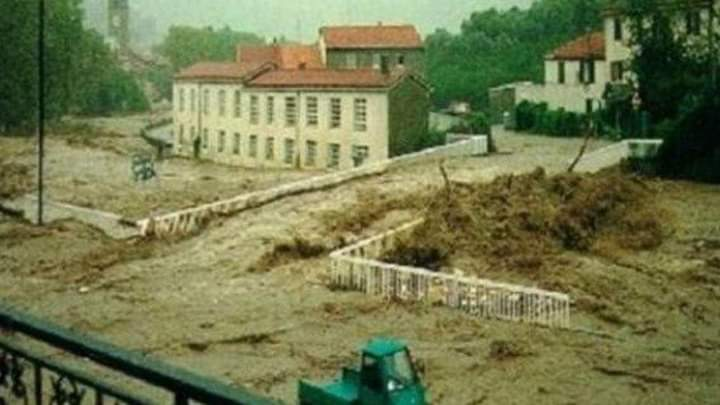
Esondazione del Quiliano in via Dodino.

A seguito di forti precipitazioni nel comune fu il torrente Quazzola, affluente del Quiliano, il primo a esondare. Di seguito straripò anche il Quiliano, causando il crollo di alcuni ponti, passerelle e piloni. Le strade divennero rapidamente torrenti in piena, il fango tracimò allagando completamente negozi, abitazioni e scantinati, le automobili vennero travolte dalla furia dell'acqua.

### Savona
A Savona esondò il torrente Letimbro causando il cedimento strutturale di diversi ponti e la rottura del Ponte Sospeso Gian Carlo Ruffino. In località Montemoro, sulle alture alle spalle di Savona, Silvana Bertani, una signora di 63 anni, perì nel crollo del tetto della sua abitazione durante la notte, mentre dormiva con il marito Ermanno, rimasto gravemente ferito.

### Vado Ligure
Quando il Quiliano straripò, le sue acque irruppero in un'abitazione nella località Murate. Persero la vita Rosa Perugino di 23 anni, incinta di tre mesi e la figlia Anna Maria di soli 3 anni. I loro corpi furono trascinati per chilometri dalla furia della corrente, verso il mare. Il cadavere della donna fu ritrovato al largo di Loano.

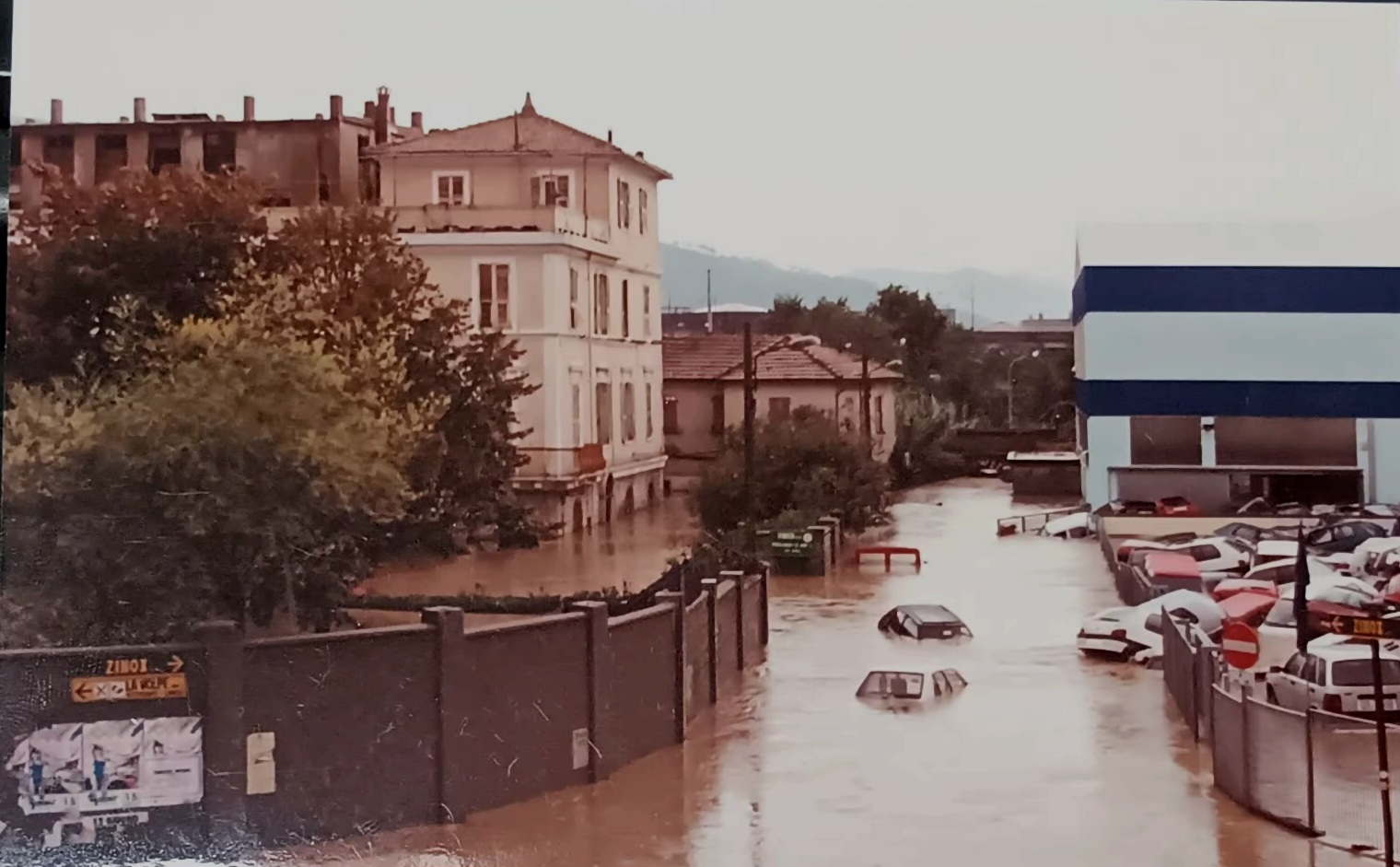
Vado Ligure. Via Leopardi invasa dall'acqua del torrente Quiliano (settembre 1992)

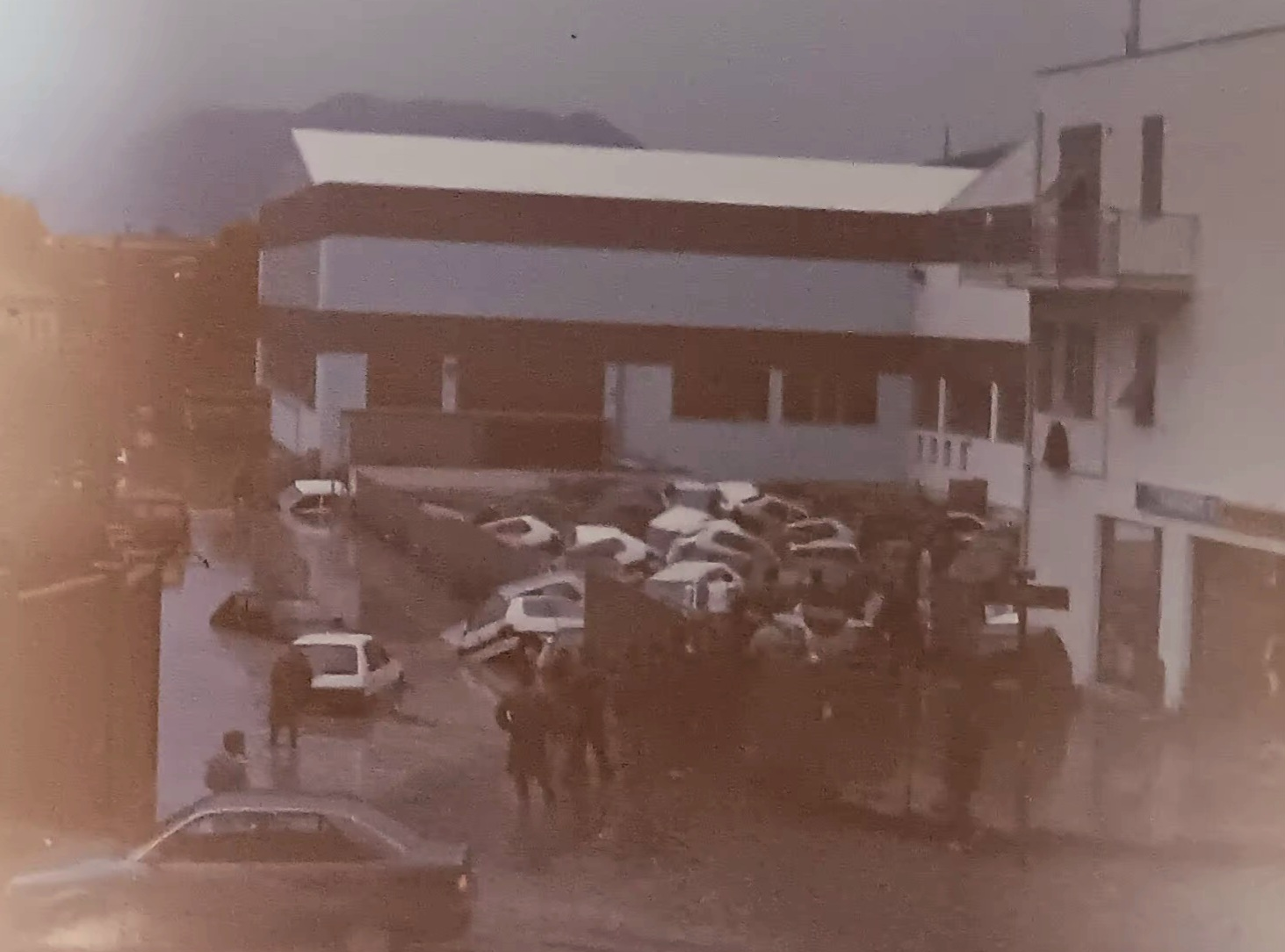
Vado Ligure. Auto accatastate nel parcheggio della concessionaria Peugeot (settembre 1992)

In località Murate fu invasa dall'acqua anche la Strada statale 1 Via Aurelia e, nella traversa laterale Via Leopardi, furono allagate le aree esterne dello stabilimento Zinox e la concessionaria d'auto Peugeot.

### Altare e Val Bormida
Nessuna vittima, ma milioni e milioni di vecchie lire di danni. Anche la Val Bormida fu colpita duramente, soprattutto Altare e Ferrania subirono ingenti danni. La città del vetro fu devastata da quell'evento, con il centro storico invaso dal fango, strade trasformate in torrenti, automobili accatastate dalla furia dell'acqua, negozi e scantinati completamente allagati, come si vede dalle immagini archiviate dall'allora emittente TeleValBormida. La stazione ferroviaria venne chiusa, i collegamenti interrotti e assicurati solo dall'autostrada Savona-Torino.
A Cadibona (Quiliano), una casa è rimasta in equilibrio per anni sulla collina.
L'alluvione colpì anche la frazione cairese e lo stabilimento della Ferrania, nel primo pomeriggio, venne fatto evacuare. Ad Altare, che restò poi senza corrente elettrica per ore, ci vollero anni per ripristinare la situazione, e uno degli interventi più ingenti della fine dello scorso millennio fu quello della realizzazione di un canale scolmatore in via Gramsci, che potesse regimare le acque sotterranee. Una vera catastrofe seppur senza vittime umane ma che molti, ancora, ricordano come uno scenario apocalittico.